# Damir Mihanović
 Damir Mihanović, poznat pod umjetničkim imenom Ćubi (Split, 3. srpnja 1961. – Split, 1. siječnja 2020.), bio je hrvatski komičar, šansonijer, kantautor i interpretator glazbe i glumac.

## Životopis
Rođen je u poznatoj staroj splitskoj gradskoj četvrti Varoš, 1961. godine. Kasnije se preselio s roditeljima na Gripe, gdje je pohađao Osnovnu školu “Zlata Šegvić”. Potkraj 1970-ih svirao je u splitskom rock sastavu Atlasima.
Široj javnosti poznat je po nezaboravnim ulogama u epizodama Jel' me netko tražio? na HRT-u, a kasnije i u epizodama glazbeno-zabavne emisije Nad lipom 35 na Novoj TV, što mu je bila ujedno i posljednja uloga, ulogama u raznim reklamama, a prije toga i po ulozi bubnjara zadarskog sastava "Forum". U glazbenoj karijeri ističe se popularnom pjesmom "Pumpaj", izdanoj na njegovom albumu "Rješenje za dobro raspoloženje" iz 1998. godine.
Zaigrao je i u monodrami “Tko radi, štrajka od gladi”, koju je sam napisao i s kojom je gostovao po cijeloj Hrvatskoj. Priznanje za svoju monodramu Mihanović je dobio u ljeto 2010. kada je u Skradinu osvojio Zlatnu murvu.

### Bolest i smrt
Dana 30. studenog 2019. godine tijekom snimanja novogodišnje emisije Nove TV pozlilo mu je pa je iste večeri završio u bolnici gdje mu je dijagnosticiran rak pluća. Isprva je boravio u zagrebačkom Kliničkom bolničkom centru Sestara milosrdnica, a zatim je prebačen u KBC Split. O svome je zdravstvenome stanju svojim pratiteljima Ćubi dao natuknuti još početkom prosinca. S kemoterapijama je trebao početi 30. prosinca, no bio je previše oslabljen. Preminuo je u KBC-u Split, 1. siječnja 2020. godine, u 59. godini života. Iza sebe je ostavio dva sina Mirana i Marina, suprugu Vernonu i majku Miru. Pokopan je na splitskom Lovrincu, 3. siječnja 2020. godine.

## Vanjske poveznice
- Damir Mihanović u internetskoj bazi filmova IMDb-u (engl.)